# Mniobia variabilis
Mniobia variabilis är en hjuldjursart som beskrevs av Donner 1949. Mniobia variabilis ingår i släktet Mniobia och familjen Philodinidae. Inga underarter finns listade i Catalogue of Life.